# Héctor Font Romero
 Héctor Font Romero  (Villareal, 15 juni 1984) is een gewezen  Spaans profvoetballer. Hij was een middenvelder.
Héctor startte zijn professionele carrière bij de ploeg uit zijn geboortestad, Villarreal CF. Zijn eerste wedstrijd in de Primera División speelde hij op 15 juni 2003 tijdens de uitwedstrijd bij RCD Espanyol, die eindigde op een 2-2 gelijkspel.
Het daaropvolgende seizoen 2003-2004 werd hij uitgeleend aan Ciudad de Murcia, een nieuwkomer in de Segunda División A. Daar kreeg hij veel meer speelgelegenheid en werd een van de spelbepalende figuren die het behoud in de serie (17de plaats) kon bewerkstelligen.
Vanaf het seizoen 2004-2005 keert hij terug naar Villarreal CF, waar hij in twee seizoenen 11 wedstrijden (2 doelpunten) speelde in de UEFA Cup en 4 wedstrijden in de Champions League.
Tijdens het seizoen 2006-2007 stapte hij over naar reeksgenoot CA Osasuna. Bij deze ploeg verbleef hij twee seizoenen waarna hij tijdens seizoen 2009-2010 overstapte naar reeksgenoot Real Valladolid.  Op het einde van het seizoen stond de ploeg op een achttiende plaats en degradeerde naar de Segunda División A.
Héctor stapte tijdens het seizoen 2010-2011 over naar Xerez CD, een ploeg uit de Segunda División A. Hij werd een van de smaakmakers van de ploeg.
Daarop volgde vanaf seizoen 2011-2012 waarin hij voor twee reeksgenoten speelde, voor de winterstop bij Recreativo Huelva en na de winterstop bij FC Cartagena. Dit werd bij beide ploegen geen succes, want bij de eerste ploeg kreeg hij geen spelgelegenheid en samen met de tweede ploeg kon hij zich niet handhaven in de Segunda División A.
Ondanks het feit dat hij nog een contract bezat van één seizoen, ontstonden de geruchten dat hij  voor het seizoen 2012-2013 onderdak zou gevonden hebben bij het bescheiden Cypriotische Enosis Neon Paralimni FC, dat uitkomt op het hoogste landelijke niveau. Uiteindelijk zou hij terechtkomen bij CD Lugo, een nieuweling uit de Segunda División A.  Bij deze neofiet zou hij geregeld basisspeler zijn.
Het daaropvolgende seizoen 2013-2014 verhuisde hij naar de reeksgenoot uit Alicante, Hércules CF.  De ploeg kende een heel slecht seizoen en kon haar behoud niet bewerkstelligen.
Voor het seizoen 2014-2015 zette hij een stapje terug naar het in Segunda División B spelend Real Oviedo. Hij werd een van de basisspelers die de ploeg de eerste plaats schonken in groep 1 na de reguliere competitie. In de eindronde der kampioenen werd gewonnen van Gimnàstic de Tarragona zodat de ploeg kon promoveren. De speler verlengde zijn contract voor het seizoen 2015-2016 en volgde zo de ploeg naar de Segunda División A.